# Carl Arvid Klingspor
Carl Arvid Klingspor, född 30 mars 1829 på Säby, Södermanland, död 15 juni 1903 på Näsby, Södermanland, var en svensk friherre, militär, genealog, godsherre och heraldiker.

## Biografi
Klingspor blev underlöjtnant vid Livregementets dragonkår 1850, där han avancerade till ryttmästare 1864 och erhöll majors avsked 1881. Han var från 1880 riksheraldiker. 
1883 adopterades han som friherre för sig och sina efterkommande av den siste medlemmen av den preussiska friherrliga grenen, O.M. v. Klingsporr. Åren 1871–1893 var han redaktör för Upplands fornminnesförenings tidskrift.
Klingspor gifte sig 1857 med Hedvig Ulrika Vilhelmina Lilliestråle.